# Ageleradix cymbiforma
Ageleradix cymbiforma là một loài nhện trong họ Agelenidae.
Loài này thuộc chi Ageleradix. Ageleradix cymbiforma được Jia-Fu Wang miêu tả năm 1991.